# Hoveton
Hoveton is een civil parish in het bestuurlijke gebied North Norfolk, in het Engelse graafschap Norfolk met 1759 inwoners.